# Saint-Georges-d’Orques
Saint-Georges-d’Orques település Franciaországban, Hérault megyében. Lakosainak száma 5707 fő (2022. január 1.). Saint-Georges-d’Orques Grabels, Juvignac, Lavérune, Montarnaud, Murviel-lès-Montpellier és Pignan községekkel határos.

## Népesség
A település népessége az elmúlt években az alábbi módon változott:
| Lakosok száma | 1091 | 2727 | 3567 | 5040 | 5335 | 5421 | 5397 | 5552 | 5628 | 5707 |
|               | 1968 | 1982 | 1990 | 2006 | 2013 | 2015 | 2017 | 2019 | 2020 | 2022 |